# UBXN2B
UBXN2B (англ. UBX domain protein 2B) – білок, який кодується однойменним геном, розташованим у людей на 8-й хромосомі. Довжина поліпептидного ланцюга білка становить 331 амінокислот, а молекулярна маса — 37 077.
| 10         |  | 20         |  | 30         |  | 40         |  | 50         |
| ---------- |  | ---------- |  | ---------- |  | ---------- |  | ---------- |
| MAEGGGPEPG |  | EQERRSSGPR |  | PPSARDLQLA |  | LAELYEDEVK |  | CKSSKSNRPK |
| ATVFKSPRTP |  | PQRFYSSEHE |  | YSGLNIVRPS |  | TGKIVNELFK |  | EAREHGAVPL |
| NEATRASGDD |  | KSKSFTGGGY |  | RLGSSFCKRS |  | EYIYGENQLQ |  | DVQILLKLWS |
| NGFSLDDGEL |  | RPYNEPTNAQ |  | FLESVKRGEI |  | PLELQRLVHG |  | GQVNLDMEDH |
| QDQEYIKPRL |  | RFKAFSGEGQ |  | KLGSLTPEIV |  | STPSSPEEED |  | KSILNAVVLI |
| DDSVPTTKIQ |  | IRLADGSRLI |  | QRFNSTHRIL |  | DVRNFIVQSR |  | PEFAALDFIL |
| VTSFPNKELT |  | DESLTLLEAD |  | ILNTVLLQQL |  | K          |  |            |

A: Аланін

C: Цистеїн

D: Аспарагінова кислота

E: Глутамінова кислота

F: Фенілаланін

G: Гліцин

H: Гістидин

I: Ізолейцин

K: Лізин

L: Лейцин

M: Метіонін

N: Аспарагін

P: Пролін

Q: Глутамін

R: Аргінін

S: Серин

T: Треонін

V: Валін

W: Триптофан

Кодований геном білок за функцією належить до фосфопротеїнів. 
Задіяний у такому біологічному процесі, як ацетилювання. 
Локалізований у цитоплазмі, ядрі, ендоплазматичному ретикулумі, апараті гольджі.